# Солянкин, Иван Петрович
Иван Петро́вич Солянкин (1912, г. Ногинск — 27 марта 1943 года, Меховский район (современный Городокский район), Витебская область, Белоруссия) — советский футболист. Нападающий клуба Красное Знамя (Ногинск). Участник
Великой Отечественной войны.
Младший брат одноклубника Алексея.
Призван в ряды Красной Армии 10 июля 1941 года Ногинским военкоматом
Во время войны — партизан в Белоруссии (Белорусский штаб партизанского движения)
Погиб в бою 27 марта 1943 года.
Место захоронения: Белоруссия, Витебская область, Меховский (Езерищенский) район, д. Щехулино